# Myrianthus
Myrianthus és un gènere de plantes dins la família Urticàcia. Es troben principalment a l'Àfrica tropical.

Les fulles de Myrianthus arboreus són comestibles. Els fruits també són comestibles.

## Taxonomia
Malgrat que se n'han descrit 13 només s'accepten quatre espècies:
- Myrianthus arboreus
- Myrianthus holstii
- Myrianthus preussii
- Myrianthus serratus